# Philippe Quantin
Philippe Quantin (Dijon, vers 1600 - Dijon, 1636), est un peintre français.
La carrière de Philippe Quantin se concentre essentiellement en Bourgogne. Il est surtout connu pour ses décors et ses scènes religieuses, pour la plupart commandés par de riches personnalités bourguignonnes. Il est d'ailleurs nommé « peintre ordinaire » de Henri II de Bourbon, prince de Condé, en 1636, peu de temps avant sa mort. Il a peut-être fait un séjour en Italie, mais rien ne permet aujourd'hui de l'affirmer avec certitude.
Il exécuta les décors du château de Mussy-sur-Seine pour Sébastien Zamet, évêque de Langres. Cependant, ses œuvres les plus fameuses sont les décors sur toile du cabinet du pastor fido du château d'Ancy-le-Franc, exécutés entre 1610 et 1615 pour Charles-Henri de Clermont-Tonnerre. Ces décors sont inspirés de l'ouvrage de Battista Guarini, publié en 1580 sous le nom de pastor fido et traduit en français par Le pasteur fidèle. On peut ainsi citer Mirtil déguisé en fille participe au jeu du baiser, Carino découvre le jeune Mirtil au bord du fleuve Alphée, Amarille est conduite au sacrifice, Dorinde est jalouse des retrouvailles de Silvio et de son chien etc. Quantin est également l'auteur des décors du cabinet des muses du château de La Motte-Ternant, exécutés entre 1624 et 1628 pour le compte de Charles de Marcilly-Cypierre. De cet ensemble ne restent que quatre tableaux, dont trois sont au musée des beaux-arts de Dijon (Clio ou Melpomène, Uranie et Euterpe), et un dans une collection particulière.

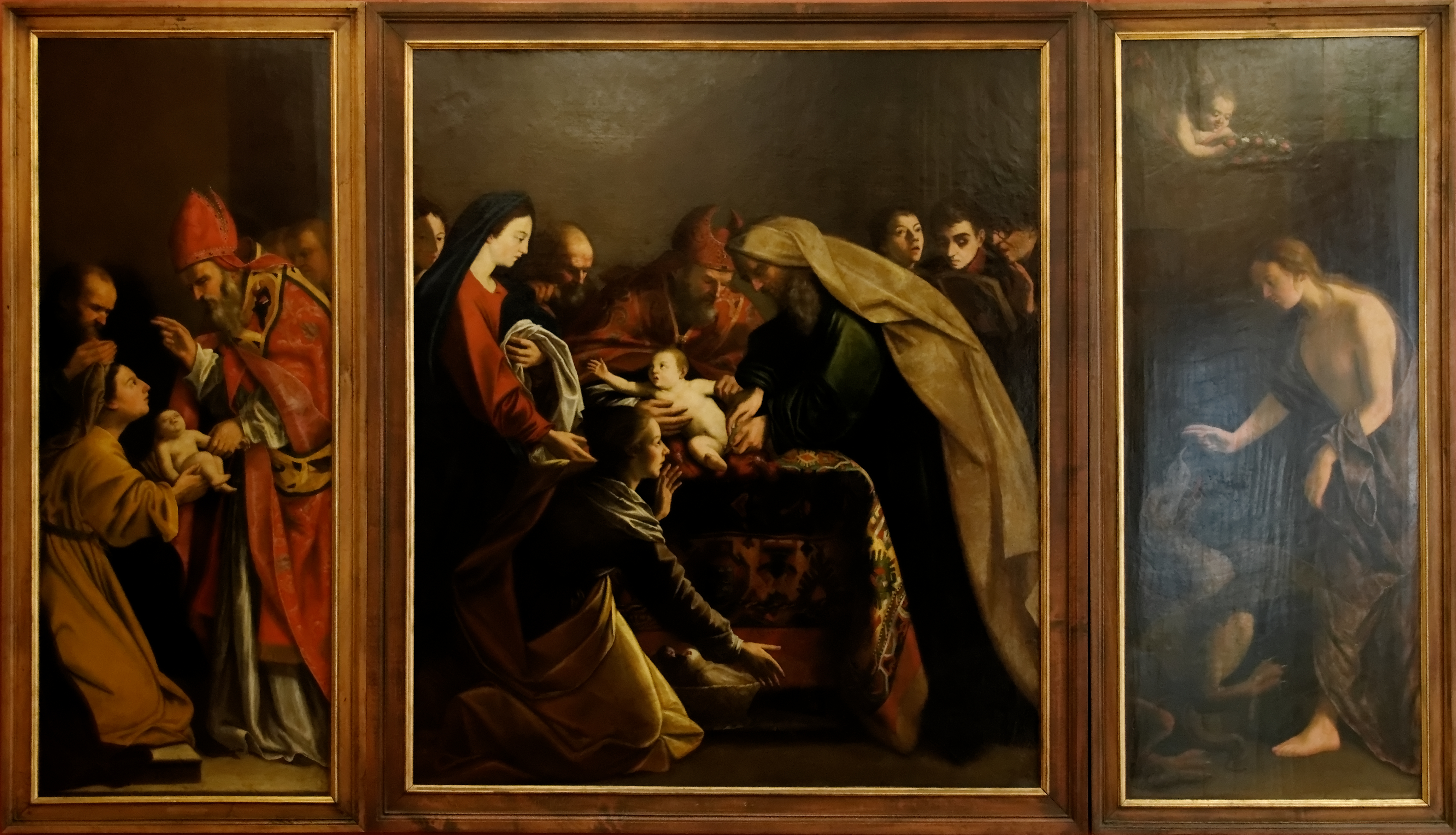
La Circoncision, Sainte Marthe et le dragon et Le Miracle de Saint Claude, 1635.

Quantin est également connu pour ses œuvres religieuses. On lui doit notamment l'Adoration des bergers (Dijon, musée des beaux-arts), La communion mystique de Sainte Catherine de Sienne (Dijon, musée des beaux-arts), La Visitation (Dijon, musée des beaux-arts), un triptyque commandé par Jean-Poligny pour le couvent des Jacobins, et réalisé en 1635, représentant La Circoncision, Sainte Marthe et le dragon et Le Miracle de Saint Claude (Dijon, musée des beaux-arts), Saint-Bernard écrivant (Dijon, musée des beaux-arts), La décollation de Saint Jean-Baptiste (Autun, musée Rolin) et le triptyque de la Mise au tombeau commandé par Jean-Baptiste Legoux de La Berchère (église de La Rochepot). On peut également citer une Tête de Sainte Elisabeth (Dijon, musée des beaux-arts).
Certaines de ses toiles traduisent une influence de la seconde école de Fontainebleau, surtout dans ses premières réalisations (la série du pastor fido possède certains traits caractéristiques que l'on retrouve notamment chez Nicolas d'Hoey, qui travailla aussi au château d'Ancy-le-Franc). À la fin de sa vie, on assiste à une simplification de ses compositions, et à une influence caravagesque, certains de ses derniers tableaux (Saint Bernard écrivant...) présentant un style dépouillé et des coloris simples et neutres. Les personnages figurant dans ses œuvres, au visage rond et tubulaire caractéristique, permettent de lui attribuer un certain nombre de tableaux et de décors avec une quasi-certitude.

## Liste des œuvres
Par ordre alphabétique de localisation.
- Décor du cabinet du Pastor Fido au château d'Ancy-le-Franc, vers 1615-1620
- Décollation de saint Jean-Baptiste, Autun, musée Rolin
- Piétà, Brazey-en-Plaine, église
- Melpomène, avant 1628, Dijon, musée des Beaux-Arts
- Uranie, avant 1628, Dijon, musée des Beaux-Arts
- Euterpe, avant 1628, Dijon, musée des Beaux-Arts
- Triptyque de la Circoncision, 1635, Dijon, musée des Beaux-Arts
- La communion mystique de Sainte Catherine de Sienne, Dijon, musée des Beaux-arts
- La Visitation Dijon, musée des Beaux-arts
- Saint Bernard, Dijon, musée des Beaux-Arts
- L'Annonciation, Dijon, église Saint-Michel
- L'Adoration des bergers, Dijon, musée des Beaux-Arts
- Mise au tombeau, triptyque , La Rochepot, église avant 1631
- Saint Paul à Malte, collection particulière